# Distrito de Alzey-Worms
Alzey-Worms es un distrito de Renania-Palatinado, Alemania. Limita con los distritos de (desde el este, en el sentido de las agujas del reloj) Groß-Gerau (Hesse), la ciudad de Worms y los distritos de Bad Dürkheim, Donnersbergkreis, Bad Kreuznach y Mainz-Bingen.

## Historia
En tiempos del Imperio romano el territorio se encontraba en la provincia de Germania superior. Los pueblos de Worms y Alzey eran ambos campamentos militares romanos. En la época medieval la región era parte del Palatinado. Tras la ocupación francesa (1797-1814) fue incorporado al Gran Ducado de Hesse y formaba parte de la provincia de Hesse Renano.
Los distritos de Alzey y de Worms fueron fundados en 1835. En la reorganización de los distritos de Renania-Palatinado en 1969 el distrito de Alzey-Worms fue formado uniendo partes de antiguos distritos.

## Geografía
El distrito fue nombrado como la ciudad de Worms (que es colindante, pero no pertenece al distrito) y la ciudad de Alzey (que es la capital del distrito). El Rin forma la frontera este. Desde ahí, las tierras se elevan suavemente a las Tierras elevadas de Alzey  (Alzeyer Hügelland) en el oeste, formando la parte norte del Bosque del Palatinado. La parte occidental del distrito está cruzada por diversos arroyos y cubierto por bosques; es llamada la Rheinhessische Schweiz (Rin-Hessica Suiza).

## Escudo de armas
El escudo muestra un dragón y el violín. El dragón es el símbolo heráldico de la ciudad de Worms, mientras que el violín representa Alzey. Ambos aparecen en el Cantar de los nibelungos, el poema épico alemán que tiene lugar en la región. El héroe Sigurd mató a Fafnir el dragón, en cuya sangre se bañó para hacerse invulnerable. El violín pertenece al trovador Volker, otro personaje de la Nibelungenlied, que vivía en Alzey.

## Ciudades y municipios
Municipios que no forman parte de un Verbandsgemeinde: 
1. Alzey
2. Osthofen

| Verbandsgemeinden | Verbandsgemeinden | Verbandsgemeinden |
| --- | --- | --- |
| - 1. Alzey-Land Sede en Alzey 1. Albig 2. Bechenheim 3. Bechtolsheim 4. Bermersheim vor der Höhe 5. Biebelnheim 6. Bornheim 7. Dintesheim 8. Eppelsheim 9. Erbes-Büdesheim 10. Esselborn 11. Flomborn 12. Flonheim 13. Framersheim 14. Freimersheim 15. Gau-Heppenheim 16. Gau-Odernheim 17. Kettenheim 18. Lonsheim 19. Mauchenheim 20. Nack 21. Nieder-Wiesen 22. Ober-Flörsheim 23. Offenheim 24. Wahlheim | - 2. Eich 1. Alsheim 2. Eich* 3. Gimbsheim 4. Hamm am Rhein 5. Mettenheim - 3. Monsheim 1. Flörsheim-Dalsheim 2. Hohen-Sülzen 3. Mölsheim 4. Mörstadt 5. Monsheim* 6. Offstein 7. Wachenheim - 4. Westhofen 1. Bechtheim 2. Bermersheim 3. Dittelsheim-Heßloch 4. Frettenheim 5. Gundersheim 6. Gundheim 7. Hangen-Weisheim 8. Hochborn 9. Monzernheim 10. Westhofen* | - 5. Wöllstein 1. Eckelsheim 2. Gau-Bickelheim 3. Gumbsheim 4. Siefersheim 5. Stein-Bockenheim 6. Wendelsheim 7. Wöllstein* 8. Wonsheim - 6. Wörrstadt 1. Armsheim 2. Ensheim 3. Gabsheim 4. Gau-Weinheim 5. Partenheim 6. Saulheim 7. Schornsheim 8. Spiesheim 9. Sulzheim 10. Udenheim 11. Vendersheim 12. Wallertheim 13. Wörrstadt* |
| * Sede de Verbandsgemeinde. | | |